# Norton Shores
Norton Shores város USA Michigan államában, Muskegon megyében. Lakosainak száma 25 030 fő (2020. április 1.).

## Népesség
A település népességének változása:

| 2010 | 23 994 |
| 2020 | 25 030 |